# Motu One (Wyspy Towarzystwa)
Motu One (także: Bellinghausen) – mały atol na Oceanie Spokojnym, położony w archipelagu Wysp Towarzystwa.
Jest niezamieszkany, stanowi część rozległego terytorium Polinezji Francuskiej, administracyjnie przynależy do gminy Maupiti. Lagunę wewnątrz atolu otacza pierścień rafy i niskich piaszczystych wysepek. Motu One jest najmniejszym atolem grupy Wysp Pod Wiatrem, stanowiącej część archipelagu Wysp Towarzystwa, aczkolwiek ma nieznacznie większą powierzchnię lądową niż atol Maupihaa (który ma rozleglejszą lagunę).